# Comandancia de Lepanto
La Comandancia Político-Militar de Lepanto fue una división administrativa histórica del  Reyno de Filipinas situada en la isla de Luzón, cuyo territorio se encuentra en la actualidad en las provincias de Ilocos del Sur, Región Administrativa de Ilocos (Región I) y de Benguet y de La Montaña en la Región Administrativa de La Cordillera, también denominada (Región CAR).

La Comandancia de Lepanto en 1899.

## Geografía
A finales del siglo XIX la Comandancia de Lepanto tenía una extensión superficial de 2.167 km², ocupados por unos 16.151 habitantes empadronados, de diversas razas, especialmente ifugaos e igorrotes búsaos. Según Noval la población de esta Comandancia era de 22.975 habitantes.

### Límites y condiciones generales del terreno
Confina al norte con El Abra y Bontoc; al sur con Benguet y Nueva Vizcaya; al este con Bontoc y Quiangán; y al oeste con Tiagán y Amburayán.
Mide de norte a sur unos 55 km y de este a oeste 19.
El terreno es montuoso.

### Pueblos
El número de pueblos es de 5, y de 40 el de rancherías. Los principales son:
- Cervantes, actual cabecera, situada casi en el centro del Distrito y distante de Vigan unas 12 horas en carruaje.
- Cayán, antigua cabecera al noroeste y muy cerca de Cervantes.
- Mancayán, al sureste de la cabecera, famoso por sus minas de cobre.

### Idiomas
Se hablan el ilocano, el catoán, el igorrote, el ifugao y otros dialectos.

### Productos, industria y comercio
Tiene este distrito unos 70 km² de terreno, cultivado por unos pocos indios y 8.000 igorrotes, el cual produce palay, tabaco, caña dulce, en pequeña cantidad, maíz y hortalizas.
Abunda la narra, el molave, el banabá, el pino secular, el roble, la sabina, el olmo, el madroño, el cedro y el casilang.
Un tiempo estuvieron en explotación las minas de Mancayán, con un rendimiento anual de más de 4.000 quintales de cobre fino.
En la mina Lepanto de la localidad de Mancayán se descubre en 1874 la luzonita ( Fórmula = Cu3AsS4), un mineral de la clase de los minerales sulfuros, y dentro de esta pertenece al llamado "grupo de la estannita". Su nombre es el de la isla de Luzón.

### Comunicaciones
Una carretera cruza el distrito de noroeste a sureste, la cual, partiendo de Vigan, pone en comunicación Tiagán, el poblado de Lepanto, Cervantes y Mancayán.

## Etnia
Los lepanto son un grupo étnico que habita en unos treinta poblados, en la parte occidental de la subprovincia de Bontok y de la provincia Ilocos Sur, en el norte de Luzón, una isla de las Filipinas.

## La Comandancia
En el siglo XIX, la población de las comandancias-político militares se componía de infieles repartidos en rancherías o de cristianos recién convertidos organizados en pueblos. En lo político eran regidas por un jefe u oficial del Ejército Español; con atribuciones tanto judiciales como económicas; en lo espiritual están la mayor parte administradas por misioneros, en Lepanto cinco agustinos,  y algunas por párrocos.
Su gobierno estaba a cargo de un oficial del ejército que ejerce las funciones judiciales con un secretario asesor letrado, y las económicas como subdelegado de hacienda.

## Historia
En 1846 Clavería plantea transformar la Comandancia de igorrotes en un Gobierno militar y político agregando nueve pueblos de Pangasinán y tres de Ilocos del Sur más algunas rancherías de infieles.
El 2 de marzo de 1850 Antonio Blanco forma la provincia de La Unión y la Comandancia de Agno, transformando la zona sur de La Cordillera.
El 18 de octubre de 1854 se establece, al sur de Bontoc y al este de Ilocos, la Comandancia de Cayán. En 1858 aquel territorio cambia su nombre por el de Lepanto.

### Provincia de Lepanto
A finales del siglo XIX la provincia de Lepanto comprendía la comandancia de Quiangán.

### Subprovincia de Lepanto

Mancomunidad de Filipinas.

Esta subprovincia tenía una extensión superficial de 1.716 km² y contaba con una población de 36.108 habitantes distribuidos en  11 municipios y 81 barrios. Su capital era Cervantes, con 2.513 habitantes. Los restantes municipios eran los siguientes: Angaki, Ampusongan, Banaao, Bauko, Besao, Concepción, Mankayan, Sabangan, Kayan y San Emilio. 
En la actualidad pertenecen a la provincia de Ilocos del Sur los municipios de Angaki, Concepción (Gregorio del Pilar),  (Quirino), Cervantes, San Emilio ...
Los barrios de Tadian, Banaao y Kayan, y los municipios de Bauko, Besao y Sabangan pertenecen a la Provincia de La Montaña.
El barrio de Ampusongan de Bakun y el municipio de Mankayan pertenece a la provincia de Benguet.